# Rocky Lynch
Rocky Mark Lynch, meglio noto come Rocky Lynch (1º novembre 1994), è un musicista e cantante statunitense.
Ha raggiunto la notorietà con la band R5. Nel 2018 ha fondato i The Driver Era insieme a suo fratello Ross Lynch.

## Biografia
Rocky Lynch è nato a Littleton, in Colorado, terzogenito dell'imprenditore Mark Lynch e Stormie Lynch. Ha quattro fratelli (Riker, Rydel, Ross e Ryland). Nel 2007 l'intera famiglia si trasferisce a Los Angeles.
Rocky sa suonare la chitarra, il basso e la batteria.

## Carriera

### Esordi

#### Attore
Ha fatto il suo debutto come attore nel film NASA: Exploration Space - Explorers Wanted come Flight Director 3 nel 2010. Nel 2012 è apparso nel quinto episodio della serie televisiva The Wedding Band, mentre nel 2015 compare insieme alla band R5 in un episodio della terza stagione della telenovela argentina Violetta.

#### Cantante
Nel 2009 entra a far parte della band R5 insieme ai fratelli Riker, Ross, Rydel e l'amico Ellington Ratliff. Dopo la fondazione, Rocky inizia a comporre diverse canzoni insieme al fratello Riker e al paroliere Mauli B. Nel 2010 viene rilasciato come progetto indipendente il primo EP della band intitolato Ready Set Rock.
Nel 2012 firmano un contratto con la Hollywood Records, e nel 2013 viene rilasciato un secondo EP intitolato Loud, la cui promozione li porterà in giro per il mondo per il Loud Tour.

### 2013-2014: La notorietà conLouder
A settembre 2013 viene rilasciato il primo album della band intitolato Louder, che debutta alla posizione 24 della Billboard 200. Gli R5 vengono nominati a cinque Radio Disney Music Awards, e ne vincono due (Miglior Band e Show Stopper).
Per promuovere l'album il gruppo parte per un tour mondiale che arriverà anche in Italia con tappa a Milano.
A maggio 2014 viene pubblicato un EP live intitolato Live in London.

### 2014-2017: Il successo conSometime Last Night
Il 22 luglio 2014 viene pubblicato un ulteriore EP: Heart Made Up On You, che anticipa l'album Sometime Last Night, disponibile dal 10 luglio 2015. Esso portò grande successo alla band, debuttando alla prima posizione della classifica Top Pop Album e alla sesta della Billboard 200.
Dopo questo grandioso successo, il gruppo parte per il Sometime Last Night Tour il 7 luglio 2015.

### 2017-2018:New Addictionse la pausa degliR5
Nel maggio del 2017 viene rilasciato il quarto EP della band intitolato New Addictions, che comprende una canzone interamente cantata da Rocky: Lay Your Head Down.
Dopo essersi esibiti nel New Addictions Tour, la band annuncia la sua pausa il 2 marzo 2018.

### 2018-presente:The Driver Era
Nel 2018, in seguito alla pausa degli R5, Rocky decide di fondare un duo con suo fratello Ross Lynch, dal nome The Driver Era.
Il 16 marzo viene rilasciato il singolo di debutto Preacher Man. Tra marzo e aprile 2019 la band svolge un piccolo tour (The Driver Era Live!) con 22 tappe per tutto il Nord America.
Dopo aver rilasciato diversi singoli, il 28 giugno 2019 viene rilasciato in tutte le piattaforme digitali il loro album di debutto X.
Il 15 ottobre 2021, dopo l'uscita di diversi singoli promozionali, viene reso disponibile il secondo album in studio della band, intitolato Girlfriend.

## Filmografia

### Cinema
- NASA: Exploration Space - Explorers Wanted (2010)
- R5: All Day, All Night (2014)

### Televisione
- The Wedding Band - serie TV, episodio 1x05 (2012)
- Violetta - Serie TV, episodi 3x69-3x70 (2015)

## Discografia

### Con gli R5

#### Album in studio
- Louder (2013)
- Sometime Last Night (2015)

#### EP in studio
- Ready Set Rock (2010)
- Loud (2013)
- Heart Made Up On You (2014)
- New Addictions (2017)

#### EP dal vivo
- Live in London (2014)
- ROCK ROCKET

### Con i The Driver Era

#### Album in studio
- X (2019)
- Girlfriend (2021)